# 非我所創
非我所創，也称为NIH综合症（英語：Not Invented Here Syndrome）、弊帚自珍、老王賣瓜自賣自誇，指的是社会、公司和组织中的一种文化现象，人们不愿意使用、购买或者接受某种产品、研究成果或者知识，不是出于技术或者法律等因素，而只是因为它源自其他地方，通常带有贬义。
人們可能因為支持本土經濟的意願、擔心侵犯智慧財產權、不理解國外的創作、不願承認他人的成就、嫉妒心、信念維持（belief perseverance）、做為爭權奪利行為的一部分等各種因素而出現NIH綜合症。在国家范围内的NIH综合征是民族主义的一种形式，比如中国历史上曾经出现的抵制日货运动。
苹果公司的Mac OS操作系统曾经墨守自己较早提出而被界面设计界奉为经典的Apple Human Interface Guidelines，其他操作系统中出现的许多创新只要违反或者超出这一规范，都不予采纳。

## 在计算机领域
在编程领域，“NIH综合症”通常是指因为认为公司内部的开发总是会比现成的成果更安全、更适合公司、维护成本更低而去重造轮子（即重复发明已经发明了的东西）的倾向。

## 是我所創
「是我所創」（invented here）、"proudly found elsewhere"是與「非我所創」相反的文化現象，是描述人們僅因某觀念或知識是由自己國家、組織的人所創造，而對其不信任或低估其價值。這在自信不足的文化或組織中尤為常見。
示例：
例1

不必看了，那篇論文是中文的。（說者為使用中文的華人）

例2

舶來品、外國貨就是好，相比之下，國產貨沒那麼好。

例3

留美博士能力比本國博士強，因為他們好歹出過國、懂外語且學到過國外最新的知識。

## 外部連結
- （英文）Not Invented Here Syndrome explained（页面存档备份，存于）